# Anselmo Llorente La Fuente
Anselmo Llorente La Fuente (ur. 21 kwietnia 1800 w Cartago, zm. 23 września 1871) – kostarykański duchowny katolicki, biskup diecezjalny San José de Costa Rica 1851-1871.

## Życiorys
Święcenia kapłańskie otrzymał w 1825.
10 kwietnia 1851 papież Pius IX mianował go biskupem diecezjalnym San José de Costa Rica. 7 września 1851 z rąk arcybiskupa Francisca de Paula García Peláeza przyjął sakrę biskupią. Funkcję sprawował aż do swojej śmierci.